# 西九龍中心

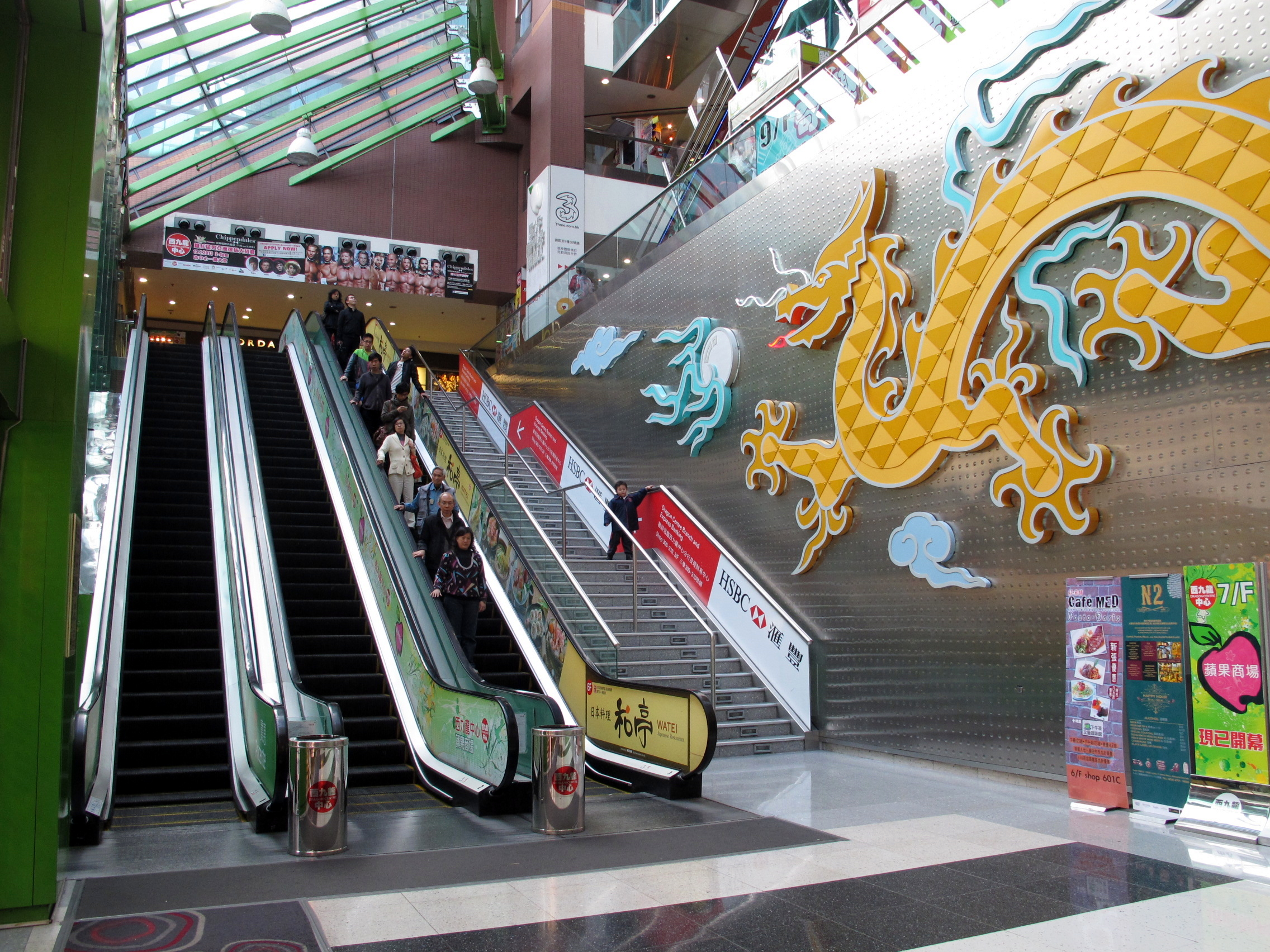
商場入口

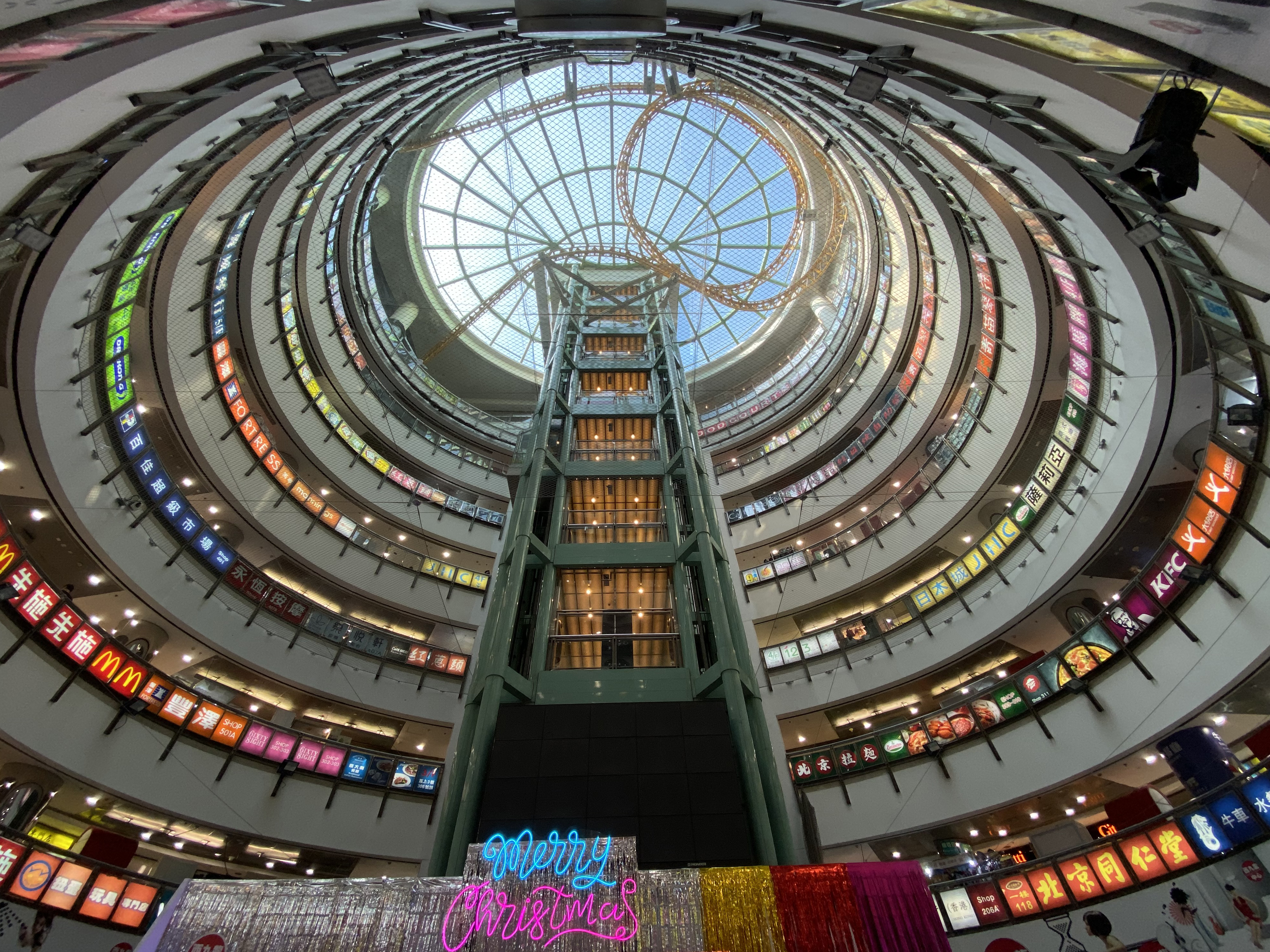
商場中庭

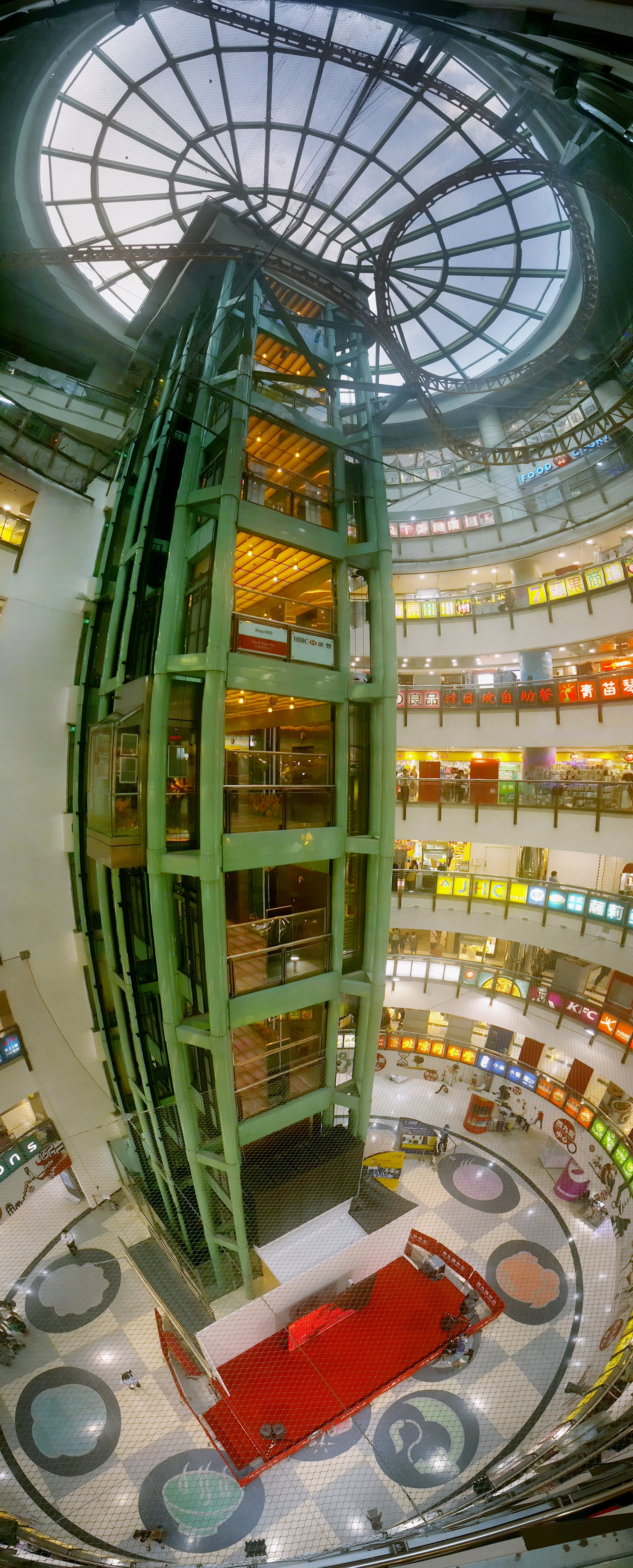
商場中庭全景圖

西九龍中心（英語：Dragon Centre）是香港的一座大型商場，位於九龍深水埗區深水埗欽州街37K，於1994年11月7日開幕。商場為全港第二座純商場建築（香港首座為九龍城廣場）。

## 概要
西九龍中心設有9層（不包括地下），商場總面積840,000平方英呎，及設有香港第二座室內過山車天龍過山車（香港首座室內過山車位於太古城中心），其中過山車軌道架設於商場頂部，惟基於安全憂慮，過山車已停用多年；另外更設有5層地庫停車場。
西九龍中心自開幕以後商場內外裝修風格和商店都沒太大的轉變。它更是全港首設「車仔檔」商店的商場，為目前香港難得一見的平民化商場。商場內的扶手電梯機件部份只由透明深綠色玻璃遮蓋，遊人可窺見內裏的機械運作；升降機亦採用開放式設計。教育電視小學六年級常識科節目甚至以本商場為示例向學生介紹齒輪和滑輪的機械原理。
根據發展商與持有者裕景興業（Eton Properties）網頁顯示，西九龍中心是其轄下旗艦物業，其他項目有銅鑼灣天后蘋果商場、赤柱蘋果商場（已於2014年7月30日結業）、銅鑼灣裕景商業中心、銅鑼灣利景酒店、銅鑼灣電業城、尖沙咀佐敦嘉文花園、大連裕景中心、瀋陽裕景中心。
商場多年來不時舉辦大型宣傳活動，邀請本地和亞洲巨星參與，中庭又不時設置節日佈置。

## 歷史
西九龍中心原址為深水埗軍營，於1927年開始使用，軍營分為南京軍營和銀禧軍營，至第二次世界大戰時，日本皇軍攻佔香港，日軍將深水埗軍營改為戰俘集中營，用以囚禁當時駐守於香港的加拿大、印度及英國等士兵。香港重光後，駐港英軍重新使用深水埗軍營。
1977年南京軍營關閉，南京軍營用地隨後用作興建麗閣邨及深水埗公園，其餘部份（即銀禧軍營）繼續使用至八十年代，民安隊曾短暫使用，之後被改建為越南船民營，後於1989年關閉後，其用地一部份建成麗安邨，另外一部份則建成西九龍中心，麗安邨於1993年落成，西九龍中心則於1994年11月落成開幕。
商場在開幕初期，曾有多所大型或高級商店先後進駐，如歡樂天地（1994年11月7日—1997年7月1日，現為奇趣天地）、哈迪斯快餐店（1994年—2007年）、瑪利奧等。而先施百貨在開幕初期更有七層之規模，後改回現在的三層，其他樓層店舖則分拆成小舖及現在的蘋果商場。商場在開業初期更有多所售賣先進電腦及週邊設備的店舖和連鎖店，但大部份均已結業。而商場中庭及每層走廊亦曾有大型電視，播放着無綫電視的節目，但其後因商場小型翻新而被拆除。而在2014年，商場8樓的美食廣場翻新後重開。
在2019年開始修復外牆，工作已於2020年中完成。
2020年起，多間連鎖大型商戶陸續離場，包括煌府婚宴專門店、蘇寧、韓日燒、百佳超級市場等，該舖位劏成細舖用作擺放大量夾公仔機。

## 廣告
西九龍中心自1994年至今，一直有在巴士車身廣告作宣傳，初期為九巴，後期大部份為城巴及新巴，更曾多次就此發行巴士模型，為香港少數長期於巴士刊登全車身廣告的商場。

## 部份商店一覽
第5，6，7，9樓設有蘋果商場，6，8樓設有美食廣場，8樓設面積約17,000平方英呎的真雪溜冰場，9樓亦設有室內遊樂場——奇趣天地。
- G樓：奇華餅家、美心西餅
- 1樓：先施百貨（7/11/1994-）、鴻福堂（7/11/1994）、健與美連鎖店采活 VivoPlus、莎莎化妝品專門店（7/11/1994）、中國移動香港（7/11/1994-）、班尼路（7/11/1994-）、堡獅龍（7/11/1994-）、佐丹奴（7/11/1994-）、ICE FIRE（在2021年結業）、BSX、時間廊（7/11/1994-）、Walker Shop（7/11/1994-已全線結業）、聖安娜餅屋（1994-2015，開業共21年，已在4月中旬結業）、泰昌餅家（2015-2017，開業共2年，已在6月中旬結業）、都可飲品專門店 （2017-）、7-11便利店（7/11/1994-）、永隆銀行櫃員機（7/11/1994-）及匯豐銀行櫃員機（7/11/1994-）
- 2樓：先施百貨、中國銀行（7/11/1994-2023）、美心MX（2023-）屈臣氏（7/11/1994-）、吉野家（7/11/1994-）、公文式（7/11/1994-）、譚仔雲南米線（2015-）、牛車水餐廳（7/11/1994-2022、開業共28年）、快樂蜂（2022-）
- 3樓：先施百貨、匯豐銀行（7/11/1994-2016、開業共22年、已在2016年結業）、加藤屋（2016-2018、開業共2年、已在2018年結業）、薩莉亞（2017-）、麥當勞（7/11/1994-2020，開業共25年，已在3月31日結業）、必勝客（7/11/1994-）、大快活（7/11/1994-2020搬遷至前麥當勞位置）、肯德基（7/11/1994-）及北京拉麵店（7/11/1994-）、爭鮮迴轉壽司
- 4樓：惠康超級市場（1994-2018，開業共24年，已在8月底結業）、百佳超級市場（7/12/2018-25/8/2024、開業共6年）、蘇寧鐳射（7/11/1994-2024，原先施百貨、開業共30年），薩莉亞（2013-）
- 5樓：蘋果商場（第一間）、豐澤電器及萬寧（7/11/1994-）、世家百貨（7/11/1994-，原先施百貨）
- 6樓：冒險樂園、優之良品（7/11/1994-，已全線結業）、椰林閣（7/11/1994-，已結業）、梁蘇記（7/11/1994-2023，原先施百貨，開業共27年，已在3月4日搬往尖沙咀栢麗大道）、美食廣場（第二間）（2023-）、蘋果商場（第四間）（2023-）、明將壽司（7/11/1994-2014）、韓日燒（2014-2024）、元氣壽司
- 7樓：蘋果商場（第二間）、龍庭華宴（原先施百貨，已在2019年底結業，現為凱日宴會廳 ）
- 8樓：美食廣場（第一間）（7/11/1994-，已於2010年代翻新）、飛龍冰上樂園（7/11/1994-）
- 9樓：奇趣天地（1997-，原歡樂天地，1994-1997）、實惠家居（1994-2016，開業共22年，已於2016年8月中旬結業）、煌府婚宴專門店（2016-2020）、蘋果商場（第三間）（2020-）

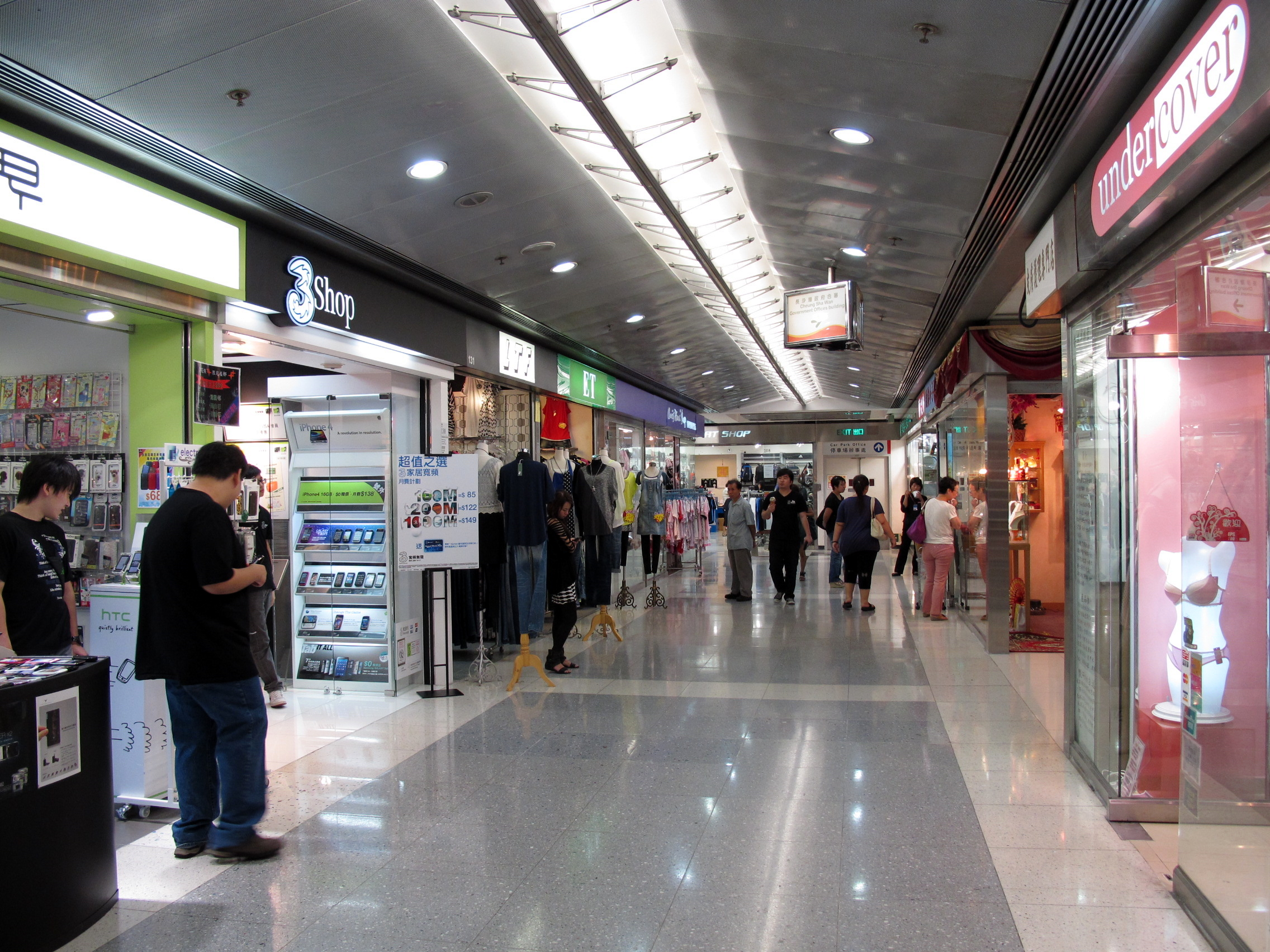
商場1樓
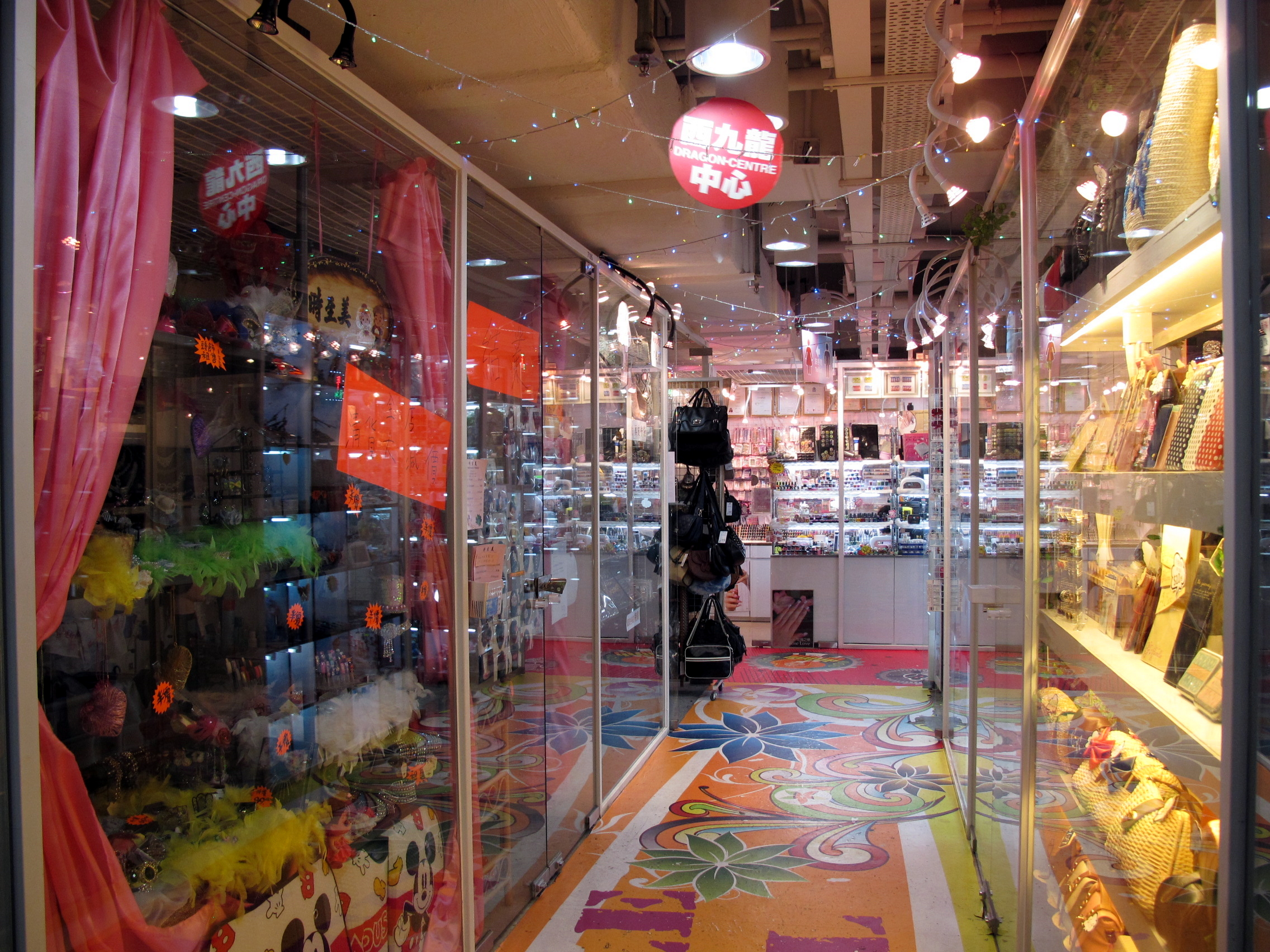
蘋果商場
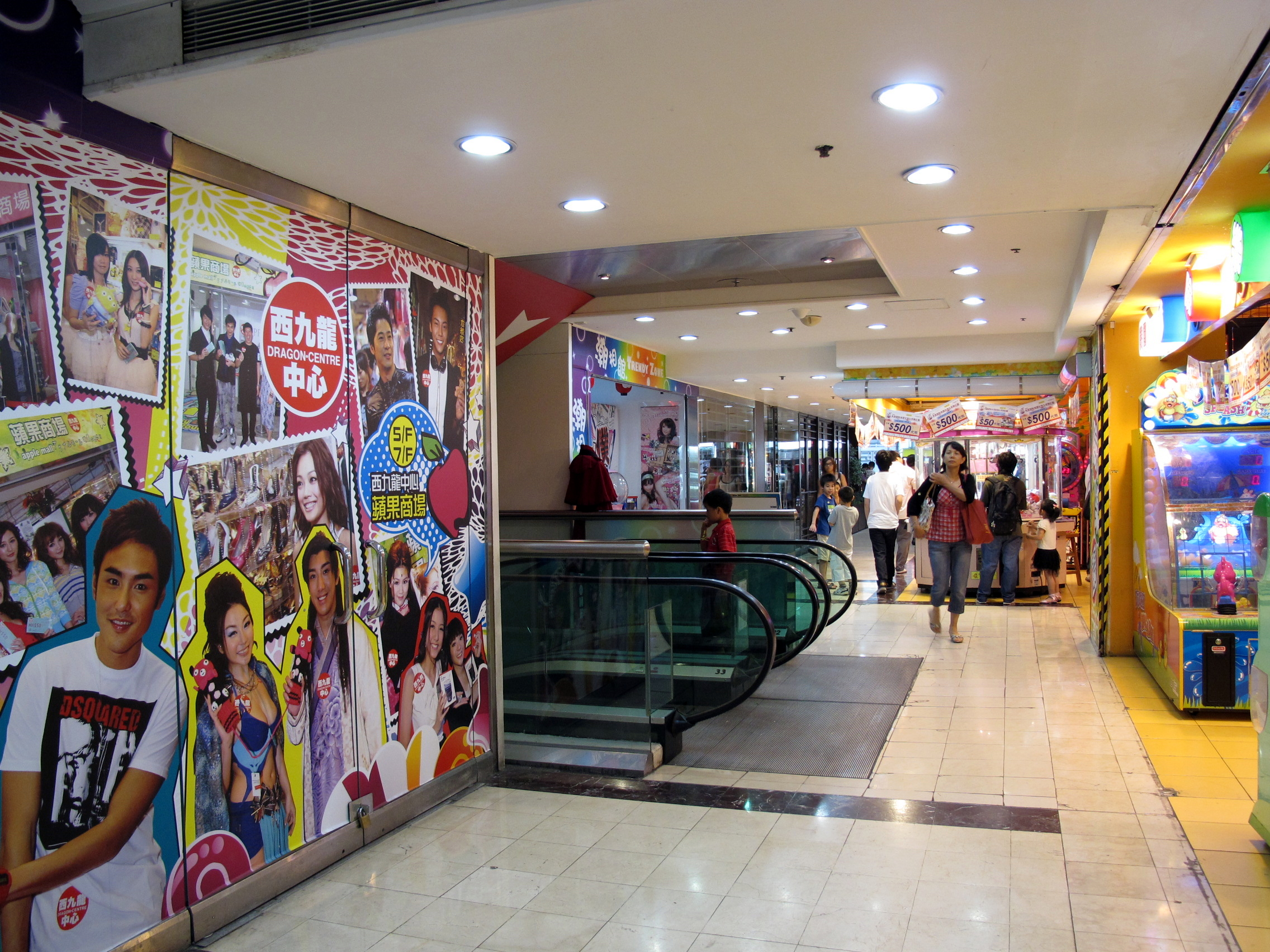
商場6樓
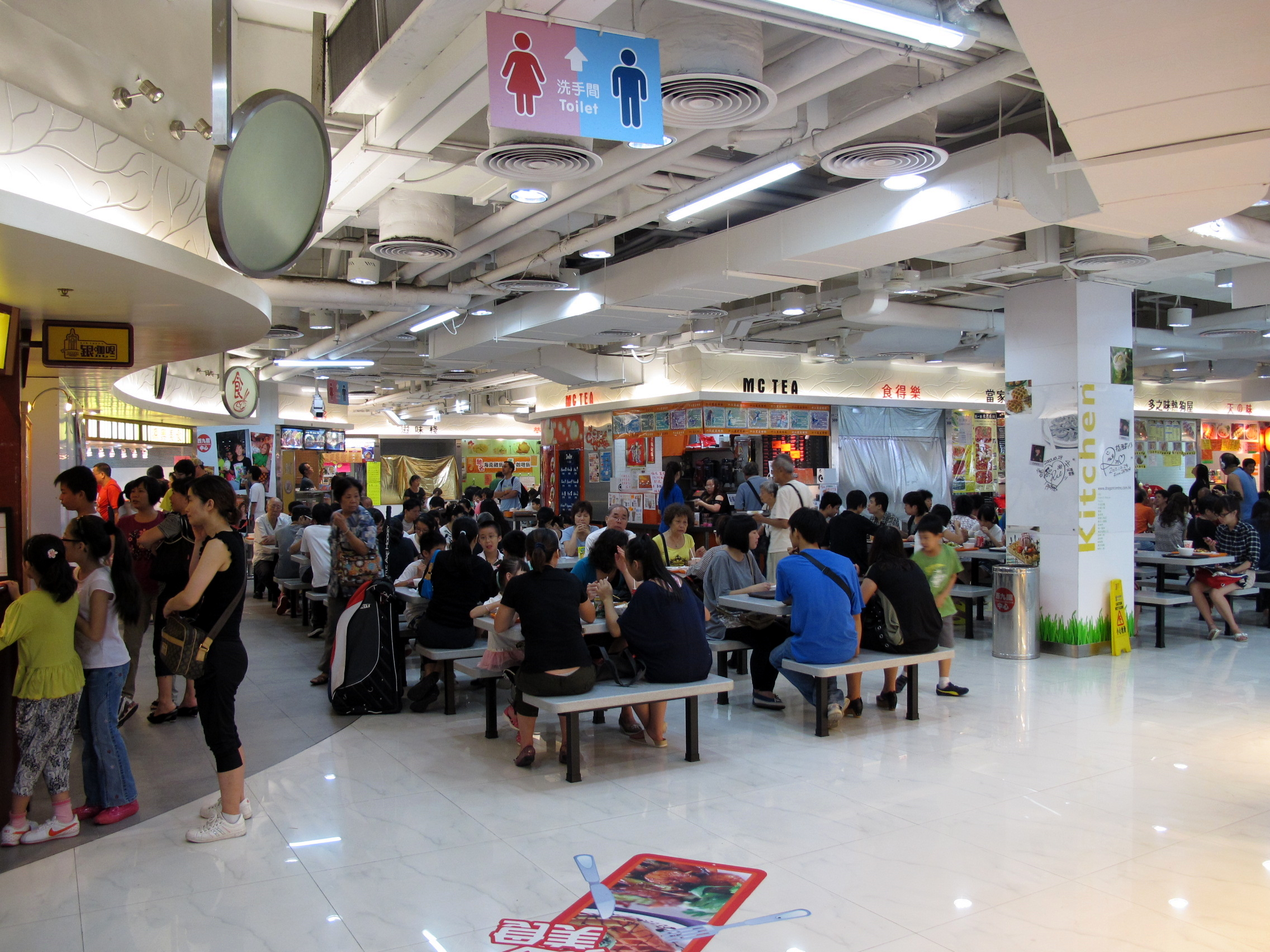
8樓美食廣場
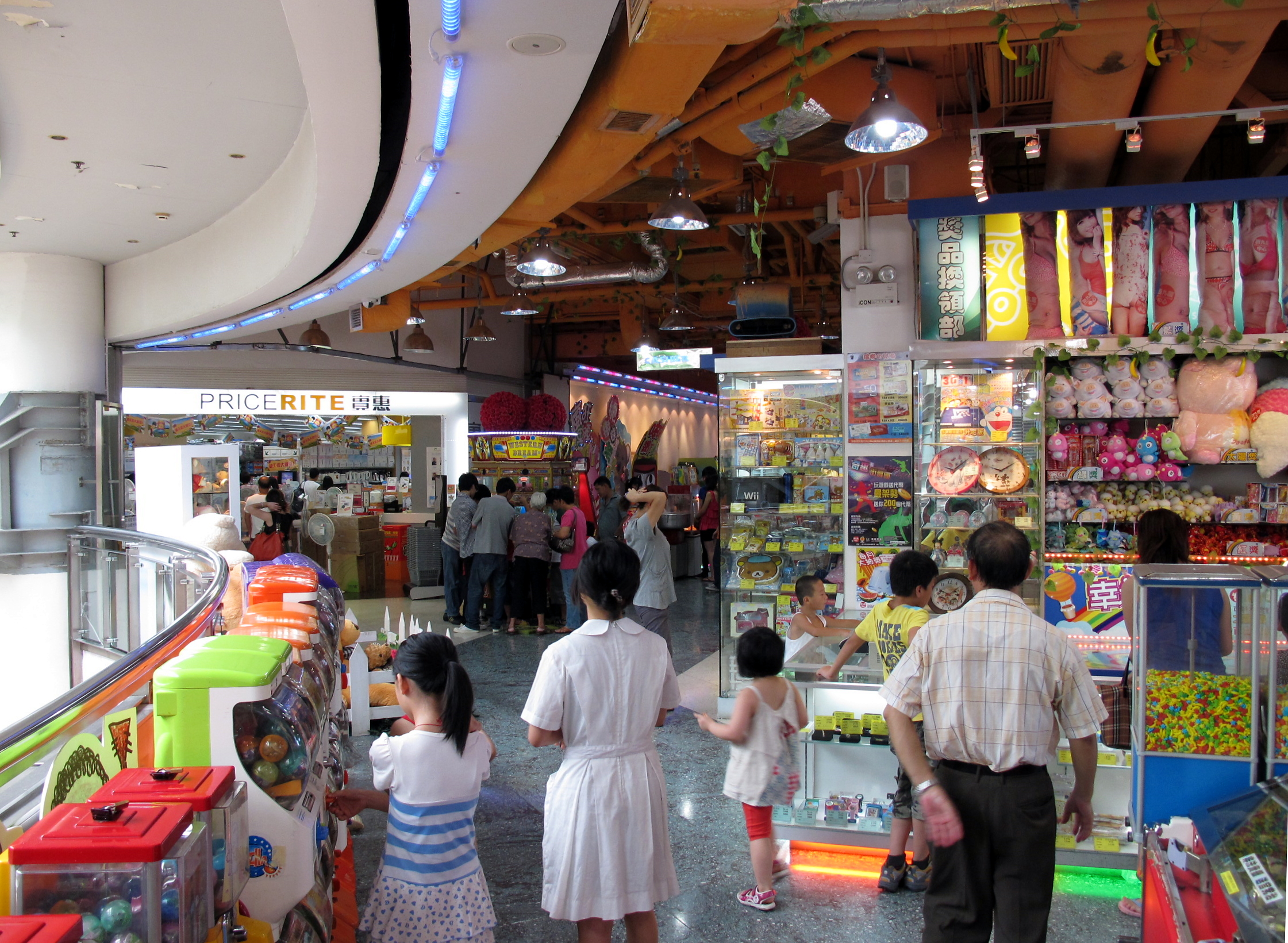
9樓設奇趣天地及實惠家居（後者已結業，現址為蘋果商場）

## 遊樂設施

### 奇趣天地與天龍過山車
奇趣天地（英語：Sky Fantasia，原歡樂天地，1994-1997）位於商場9樓，佔地逾20,000平方英呎，為香港首座室內遊樂場。設施包括全港首座室內過山車──天龍過山車、大型機動遊戲旋轉木馬、海盜船及旋轉鞦韆、逾60台電子遊戲機及提供拍攝貼紙相服務等。
天龍過山車由意大利Antonio Zamperla S.p.A.製造，屬於該廠的Dragon Coaster系列產品，只在1994年商場開幕至2003年營運過。過山車圍繞8和9樓行駛，路軌架設在高空，全程254米，最高時速25公里。在營運的9年間共接載過200萬人次乘客。
過山車落成時極受歡迎，不少名人都曾是座上客，後來因商場高層認為美國曾發生室內過山車意外並導致人命傷亡，評估安全後決定2003年起停止營運，然而過山車在9年營運期間並未發生過意外。機電工程署發言人指出，過山車現時仍領有該署根據《機動遊戲機（安全）條例》發出的使用及操作許可證，並沒有要求停駛過山車，商場每星期都會有專人替過山車作例行檢查。

### 飛龍冰上樂園
飛龍冰上樂園位於商場8樓，園內設有佔地17,000平方英呎的真雪溜冰場。除了溜冰外，玩家更可體驗冰上曲棍球。

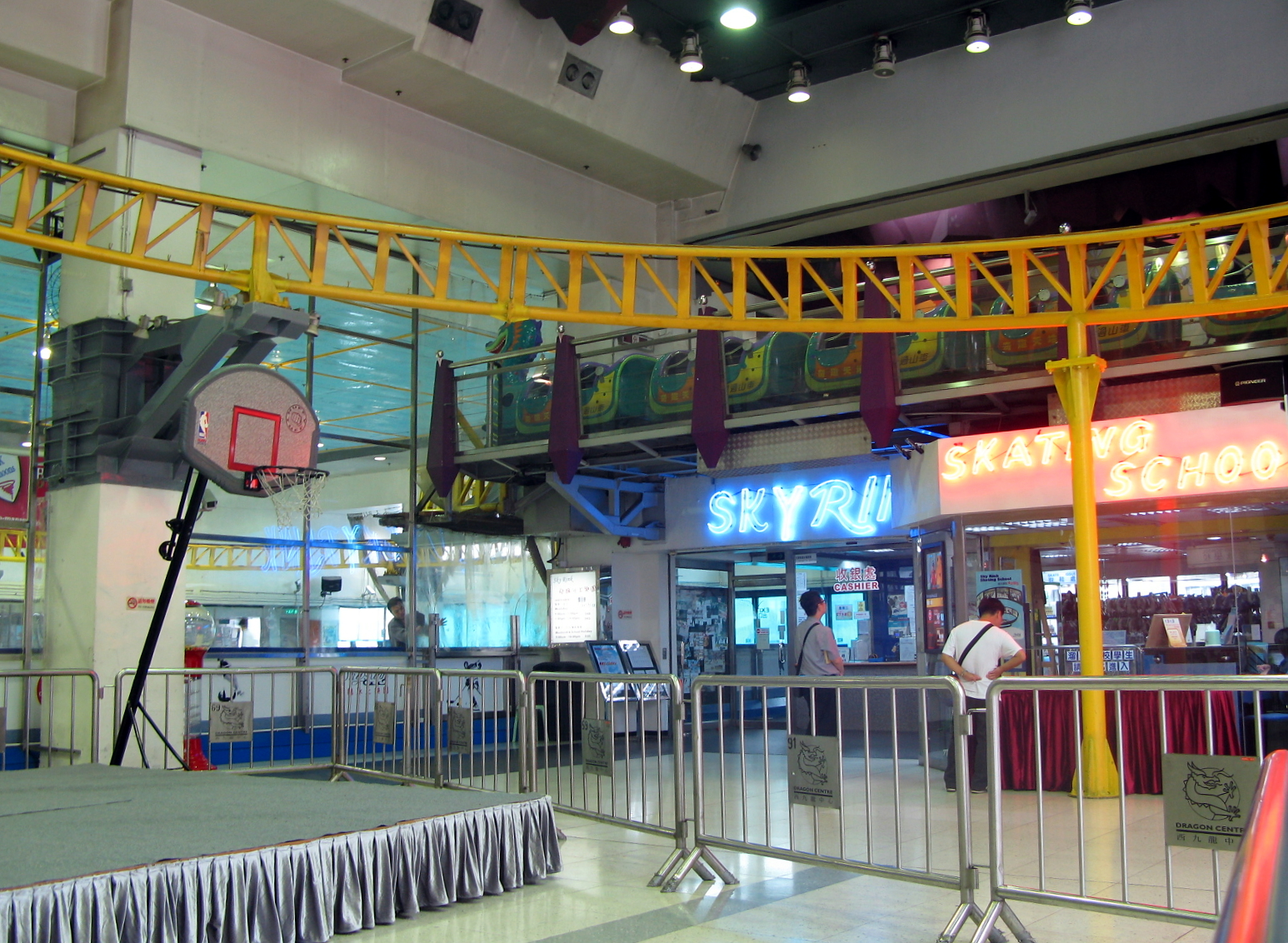
真雪溜冰場及天龍過山車

## 軼事
多齣無綫電視劇集在西九龍中心取景，包括《刑事偵緝檔案》、《先生貴性》、《烈火雄心II》、《叛逃》、《使徒行者》、《怒火街頭》、《怒火街頭II》、《單戀雙城》、《愛·回家 (第一輯)》、《學是學非》、《老表，畢業喇！》、《跳躍生命線》。組合ERROR《愛情值日生》MV亦於商場8樓和9樓取景。
而在6樓的明將壽司標榜「極平價錢廉價壽司」以吸引一些消費力較低的顧客，由於明將是「港式壽司店」，曾自創出多種不同的獨特壽司，最著名的便是「紅豆軍艦」，而其餘自創壽司包括「啫喱壽司」、「鹹魚壽司」、「白飯壽司（醋飯上夾著芥末，然後再放上白飯）」等，由於這些壽司實在太匪夷所思，常令顧客和市民哭笑不得，成為茶餘飯後的話題，更被封為「劣食」。明將壽司以廉價而低質素的壽司起家，被明報稱為「地獄壽司」、曾繁光形容明將是騙人的壽司店，陳淑莊試食時更差點「噎死」。因此常被網民作為惡搞的題材。

## 爭議
商場不時舉辦活動、各種店鋪的駐立等成功吸引不少年齡階層顧客來臨，不過商場以往亦曾在各方面被批評，當中包括衛生及消防問題。

### 2004年非法更改停車場土地用途事件
2004年地庫1樓停車場曾經改建為X-Zone商場，但是於2005年5月26日地政總署發信指未經申請更改用途而勒令要求還原，最終商場管理公司巧天投資有限公司於同年8月26日晚上10時封閉及清場。

### 2014年美食廣場斜凳事件
2014年1月下旬，西九龍中心8樓美食廣場裝修後，近半座位（約60個）換成「滑梯櫈」的斜櫈。有網民指櫈面高於正常水平，而且向下傾斜，須以雙腿支撐免身體向下滑，記者量度後發現櫈面斜度達17度。這些「斜櫈」令人坐不安穩，食客也無法擺放隨身物品。食客及網民都對斜凳怨聲載道，指美食廣場可能是想設法趕走在場「打躉」（消磨時間）的人，讓他們無法久坐，但很可能令小朋友及老人家不慎受傷。亦有女士擔心廣場會成為新的走光黑點。
而食店收到不少客人投訴，指座位「坐得不舒服」，食客人數明顯減少，很多食客表示「下次不會來」，食店生意大為減少。眾多網民對管理當局此舉作出炮轟，更怒指「何不設立食」。結果其管理公司承諾儘快更改設計，將斜櫈改回水平設計，以及加上腳踏。
到2月中旬，管理公司推出一張改善過設計的「樣板櫈」，惟只是將櫈面斜度減低，枱底則多了另一條鐵作腳踏，並沒有完全修正。

### 2017年雪糕車仔檔不獲續租風波
商場8樓經營約一年的雪糕車仔檔「Ice Cha Cha」以5元提供2球雪糕，一直吸引大批食客，但商場2017年5月初通知不獲續租，亦有多間傳媒訪問，但商場方面一直不提供該店不獲續租的原因，有人推測疑因雪糕價錢太便宜被商場趕盡殺絕，批評商場做法太無情。不過其中一間傳媒訪問同一樓層另一間雪糕店「雪糕達人」，該訪問於5月8日被西九龍中心官方facebook轉載，再加上「『鍾意幫襯小店』嘅你，記得幫襯啦~！」（喜歡光顧小店的你，記住光顧啦！）的評語後，引來網民猛烈批評。到5月9日刪除有關帖文，並發表新帖致歉，稱「如造成任何不安、困擾及不良影響，向各商戶及網友說對不起，並承諾會繼續改善服務質素」。不過網民繼續批評西九龍中心「講一套做一套」。

### 2020年美食廣場食客拍攝被捕事件
於8樓美食廣場，其中一間餐廳「空姐牛肉飯」，因其東主之政治立場，於香港逃犯條例爭議期間備受爭議。1月14日，有市民店外舉機拍攝，突被兩名便衣警拉到一旁，並質問他「做乜影我相」，又指法庭已經頒令不能對警察拍照，其他在場市民質疑當時二人未有表明身份，他人無從得知二人的警員身份。其後，該名市民於警署內遭到警員用拳頭打鼻及下體，更被警槍觸碰到身上的衣物，意圖羅織搶槍和襲警之罪名。深水埗區議員李炯和李文浩跟進事件，李炯指，自己到場後已出示議員證及社工註冊證，並向警方多次表示了解該青年的情況亦被拒絕。
其後西九龍中心於1月15日發表聲明，指出在不影響途人安全情況下，商場範圍內可拍照，又稱非常關注便衣警帶走該學生的事件，已去函深水埗分區警署了解。
至2020年1月18日，李文浩所屬的長沙灣社區發展力量於社交媒體進一步公開被捕人在警署所面對的事件，指控警員於搜身時用拳頭打被捕人下體及腹部，又命令被捕人面向牆壁進行搜身，再用力推撞被捕人頭部，令到他的鼻撞到牆壁並且流血。另外，警員於搜身時拔出配槍，抹向被捕人身上的衣物，並聲言要誣告被捕人搶槍襲警。及後，被捕人於警署內遭到警方多次言語及行為上侮辱， 期間更被喝令「要笑」， 不能沒有反應， 更聲言會出手打他。
2021年3月，裁判官黃士翔早前裁定男生罪成，認為便衣警長衣物有裝備，因此不難辨別警員身份，指出被告有意用電筒照射警長令他受傷。但同時表示表示不應該因為事主是警員而需要判囚，最後判最長的240小時社會服務令。其後被告雖然上訴到高等法院，但法官張慧玲指無理據干擾原審裁判官的事實裁決，而駁回上訴。

### 2020年外牆少女海報事件

2020年10月，民建聯深水埗區議會南昌中選區區議員劉佩玉，稱外牆少女海報令人感到不安和尷尬，意識不良，要求西九龍中心下架。其後商場方面因熱帶風暴為由而拆除相關作品。到同月25日凌晨掛起另一名本地漫畫插畫家甘小文對該作之3幅二次創作作品，包括展示「肥婆四」和「哨牙珍」，其設計再引起網民熱議

2020年10月6日，民建聯深水埗區議會南昌中選區區議員劉佩玉到商場外舉行記者會，指接獲大量家長投訴外牆掛有六幅由本地漫畫插畫家林祥焜創作的作品，但展示了穿比堅尼泳衣，露出腰部和大髀內側的女子，又寫有「放肆」、「不忘初心」等字，令子女感到不安。劉佩玉批評廣告少女衣著十分暴露，令人感到不安和尷尬，意識不良，加上有不少家長和子女會路過，要求西九龍中心下架，如未獲回應，會發起網上聯署及去信淫褻物品審裁處。10月12日，熱帶風暴浪卡襲港，商場方面以安全為由拆除相關作品。
同月25日凌晨，商場於左方外牆掛起另一名本地漫畫插畫家甘小文對該作之3幅二次創作作品，雖同是女子但畫風截然不同，再引起網民熱議，有人認為是反擊民建聯保守，又認為商場的幽默回應合適。民建聯劉佩玉指當初只是盡責反映家長的投訴。
同日晚上11時，工人將其中3幅早前被下架的林祥焜創作的性感少女作品重新掛上商場右方外牆，即與左方外牆甘小文3幅作品合計共有6幅作品掛於商場外牆，有大批市民駐足觀看及拍照。26日，林祥焜指在facebook收到疑似恐嚇訊息，更質問他「深水埗嘅話事人係邊個呢？」。對於作品被指意識不良，林指或許有人想象力太豐富，坦言每人審閱眼光都不同，不會阻礙市民個人看法。陳穎欣指事件顯示西九龍中心不單不聽意見，更變本加厲，亦批評有人把民生問題政治化。

## 意外
2010年2月，一對夫婦為正就讀國際學校幼稚園K2的女兒升學問題吵架，疑母親情緒激動，把女兒從7樓龍庭酒家扔至4樓，幸被設在4樓的天網救回一命。然後其母親也從高空躍下，但撞穿天網直跌至商場一樓，墜落在一個新書簽名會的會場內，簽名會主角、著名旅遊書籍作家項明生更目睹婦人墮斃後淌血情況。
2014年2月，一名八旬老翁懷疑從7樓以小椅子作踏板，跨過圍欄躍下，撞穿商場4樓的安全繩網倒卧1樓中庭對開死亡。
2017年5月，一名女子以膠櫈為踏板，跨過圍欄圍欄躍下，撞穿3至4樓之間的安全網倒臥商場中央的地面死亡。

## 鄰近地點
| - 深水埗警署 - 長沙灣政府合署 - 欽州街小販市場 - 深水埗站 - 深水埗（欽州街）巴士總站 - 南昌站 - 黃金電腦商場與高登電腦中心 - 本舍 WEST KOWLOON | - 北河街 - 桂林街 - 鴨寮街 - 麗閣邨 - 麗安邨 - 御匯 - 匯璽與V Walk - 維港匯 |

## 外部連結
- 西九龍中心官方網頁（页面存档备份，存于）
- 西九龍中心8樓美食廣場食肆（页面存档备份，存于）
- 民政事務總署—香港自由樂在18區—深水埗區、（页面存档备份，存于）

22°19′52″N 114°09′35″E / 22.33113°N 114.15977°E